# Conospermum ephedroides
Conospermum ephedroides (лат.) — кустарник, вид рода Коноспермум (Conospermum) семейства Протейные (Proteaceae), эндемик Западной Австралии.

## Ботаническое описание
Conospermum ephedroides — многоствольный кустарник до 1 м высотой. Листья немногочисленные, прикорневые, круглые, длиной 4-18 см, шириной 0,6-1 мм, вогнутые, острые, слегка опушённые. Соцветие состоит из прерывистых сидячих колосьев на безлистных цветоносных ветвях; прицветники яйцевидные, 2,5-4,5 мм длиной, 1,5-3 мм шириной, голубовато-зелёные; вершина острая; бока и основание бархатистые. Околоцветник белый, бледно-розовый или голубой, гладкий; верхняя губа яйцевидной формы, длиной 3-4,5 мм, шириной 1,2-2 мм, с острой загнутой вершиной; нижняя губа объединена на 1-1,6 мм. Цветёт в августе-октябре. Плод — орех 1,5-2 мм длиной, 1,4-1,8 мм шириной, от красновато-коричневого до оранжевого цвета, бархатистый; волоски по окружности 0,8-1,3 мм длиной, оранжевые; центральный пучок c. 2 мм длиной, золотистого цвета.

## Таксономия
Вид был официально описан в 1855 году швейцарским ботаником Карлом Мейснером в Hooker’s Journal of Botany and Kew Garden Miscellany по образцу, собранному в 1842 году Дж. Гилбертом в Западной Австралии.

## Распространение
C. ephedroides — эндемик Западной Австралии. Встречается в регионе Уитбелт в Западной Австралии, где растёт на песчаных, суглинистых и гравийных почвах.